# Garage Art Cult
Garage Art Cult ou Garage foi uma casa de espetáculos noturna brasileira. Foi a mais importante espaço "underground" carioca durante o final dos anos 80 e início dos anos 90. Por cerca de 15 anos revelou novas bandas do rock carioca e nacional, tornado-se a "Meca" do gênero, um grande celeiro do rock carioca.[carece de fontes?] Afamado, o local já recebeu shows de bandas internacionais como Buzzcocks, Madball e Agnostic Front. Antes do estrelato, passaram por lá bandas como Los Hermanos, Angra e Planet Hemp. Foi o berço de vários outros artistas e gêneros musicais, que, vedados no mainstream, encontravam ali o espaço para crescer.

## O local
Funcionou num antigo casarão na Rua Ceará, pertencente ao Moto Clube do Brasil ou ao Rotary Club, onde inicialmente eram exibidas sessões de vídeo rock combinados a shows, seguindo o modelo do Caverna. Posteriormente, passou a ter exclusivamente os shows de grupos de todo o Brasil e exterior, muitos deles lendários.
A Rua Ceará apresenta uma intrigante combinação de classes sociais: uma escola técnica, várias edificações decadentes, uma sede do Rotary Club, um centro espírita, diversas oficinas e torneiros mecânicos (o que parcialmente explica a locação do Garage), com destaque para a oficina do clube de motoqueiros Balaios, além da Vila Mimosa realocada pela Prefeitura e o pitoresco bar Heavy Duty, aclamado por ter o pior atendimento de todos. A rua começou a ganhar mais movimento, de pessoas atraídas pelos módicos preços dos bares, biroscas e barracas da região, e, boa parte, pelo som, rock de qualidade, tocado gratuitamente em generoso volume até o amanhecer, por não se tratar de zona residencial. Surgiu assim o "Baixo Ceará" ou "Baixo Metal", numa  referência aos longos cabelos e às roupas usadas por boa parte dos frequentadores.[carece de fontes?]

## Origem
Criado em 1988  por Paulo ”Hans” Jr, teve continuidade pelas mãos do produtor Fabio Costa, do espaço conhecido como Caverna II, em Botafogo. Desta forma, suas raízes são na verdade ainda mais antigas, fincadas no final da década de 70 e anos 80. No Caverna, eram exibidos vídeos de bandas internacionais (material raro, na época) e executados prioritariamente shows de bandas locais. Lá aconteceram vários shows lendários do Sepultura, Korzus, Dorsal Atlântica e até de bandas internacionais como Varukers, lagwagon e dezenas de outras bandas de todo o Brasil.
No princípio, o Garage era um estúdio; depois, passou a ser um espaço para exibição de vídeos. Em 1991, aconteceu o primeiro show, em cujo cartaz se lia: "aqui começa uma nova era no Rio de Janeiro". Segundo Panço, "entre as muitas coisas que aconteceram nesse ano de 1991, sem dúvida alguma, a principal foi a abertura do Garage".
Como o espaço que o originou, a programação do Garage Art Cult privilegiava o rock, o punk, o metal e suas vertentes, sem descartar outros estilos experimentais. Em seu palco, figuravam bandas até então pouco conhecidas como Ratos de Porão, Matanza e outras. A miríade sonora ia desde o metal até o rap (batalha de DJs, Baixada Brothers), combinações e fusões de estilos variados, incluído o ""saravá metal", representado pela banda Gangrena Gasosa.

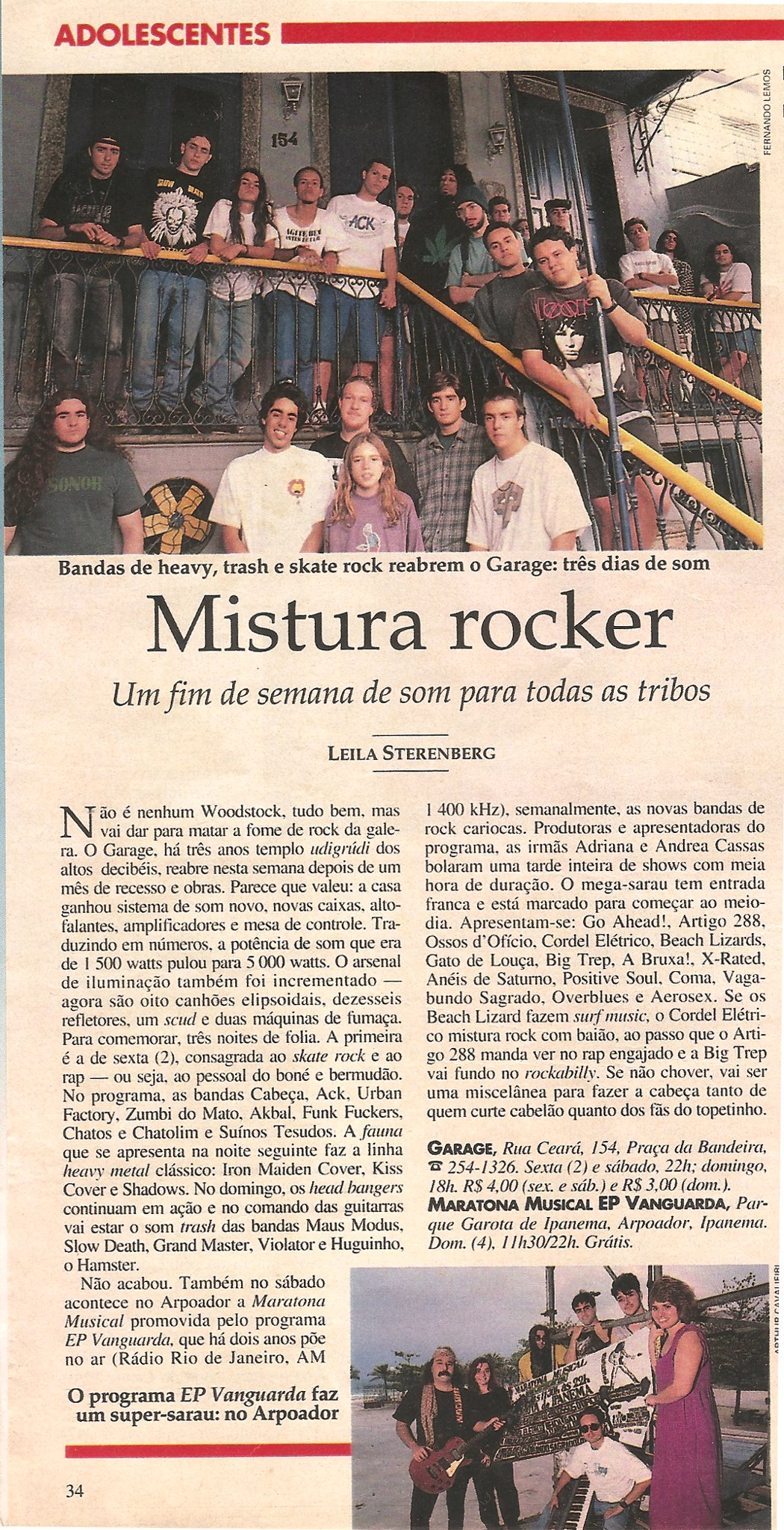
Notícia veiculada na revista Veja Rio sobre a programação do Garage Art Cult

## Eventos
No livro 'Esporro', Panço conta que "muito pouco (ou quase nada) teria acontecido sem o clube escuro e quente da Rua Ceará, na Praça da Bandeira, perto do Centro do Rio. (...) Pra se ter uma noção da importância do Garage, quando Marcelo D2 marcou o primeiro show do Planet Hemp por lá, o grupo nem existia. Ele foi forçado a arrumar pessoas para tocar. Quer dizer, quem sabe se sem o Garage, Marcelo nem teria montado o grupo. No caso específico de D2, a importância do Garage vai bem mais longe. Foi no palco do clube que ele morou, em tempos de vacas bem magras."
Em 1992, os eventos do Garage começaram a aparecer em matérias de mídias como jornal O Globo, Jornal do Brasil, Veja Rio e outras. "Tudo era novidade para a imprensa. O Garage, os grupos, o local, o comportamento."
Apesar disso, a casa de shows acumulou muitas dívidas, o que tornava difícil a manutenção do espaço. Começaram os shows da "Era S.O.S.", para socorrer a casa, ajudar a banda Gangrena Gasosa a terminar a gravação de seu primeiro CD, 'Welcome To Terreiro' e muitos outros.
Ganharam notoriedade os Aniversários do Garage, em especial o de 1993. "Toda a movimentação em torno do Casarão da Praça da Bandeira e das bandas estava no auge. Teve até chamada no 'Jornal hoje', o que, somado ao fato de nesse dia a festa ser de graça, fez com que a lotação de 400 pessoas recebesse 1000 flutuantes."

## Desdobramentos
Do Garage Art Cult se originaram a Associação de Bandas do Rio de Janeiro, o álbum Garage Voices e a produção de um show internacional na quadra da Escola de Samba Estácio de Sá, da banda alemã Kreator. Compareceram mais de 3000 pessoas no evento.

## Associação de bandas
Esse grupo funcionou paralelamente à existência do clube. Consistia principalmente nas bandas que lá se apresentavam.

## Garage Voices
Esse álbum foi gravado em 1994. Rara coletânea de grupos de heavy metal underground como Freaks?, Unmasked Brains, Scars Souls e Go Ahead! 2 faixas para cada um. Desses, apenas Scars Souls e Unmasked Brains seguiram carreira e lançaram discos solo.
Faixas
- lado A
  - Freaks?
    - scorned system
    - cold and innocent

  - Unmasked Brains
    - cloistered life
    - the end (a máquina)
- Lado B
  - Scars Souls
    - damned alibis
    - blood money

  - Go Ahead!
    - living pictures
    - born?

## Imagens

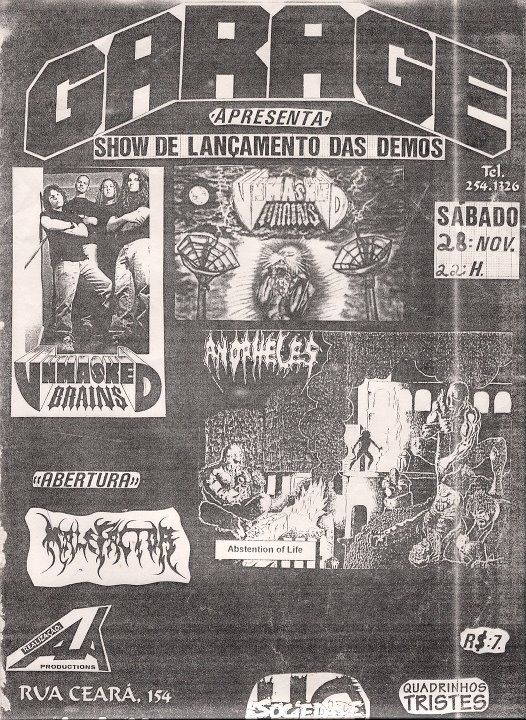
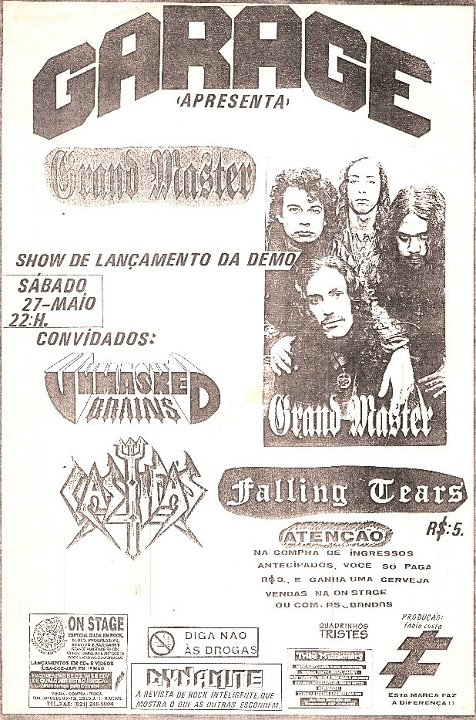
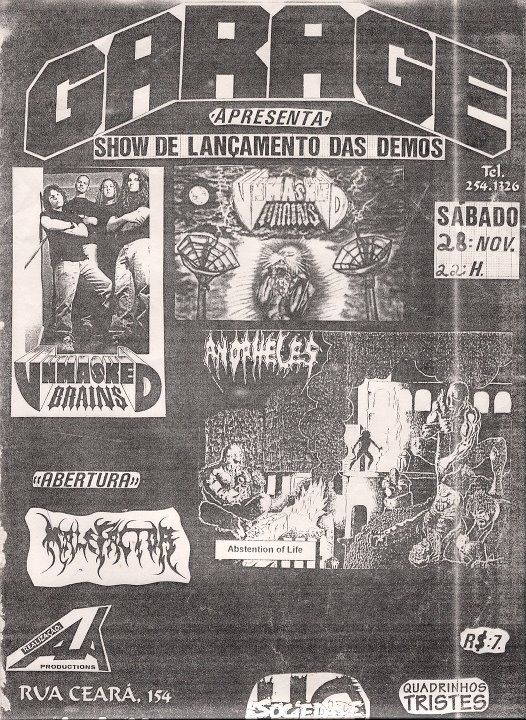
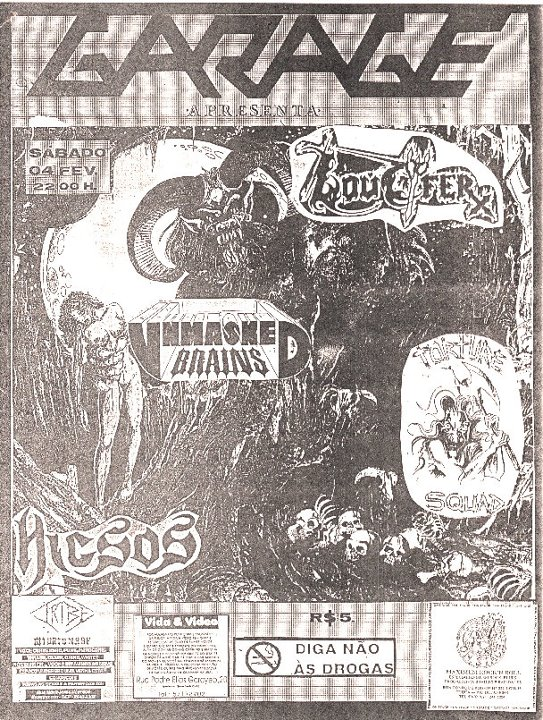
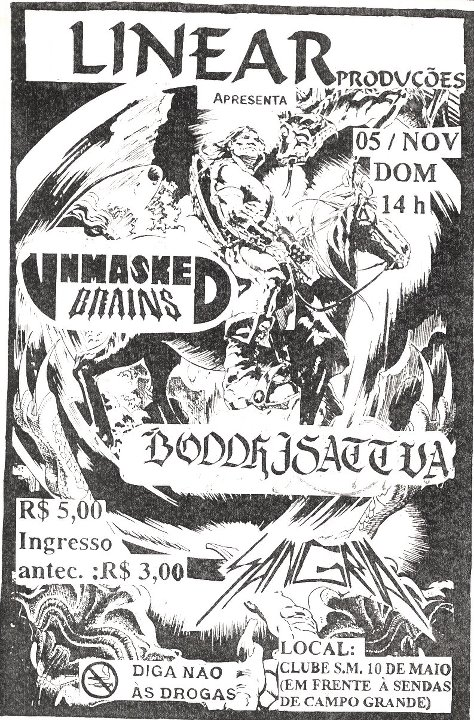
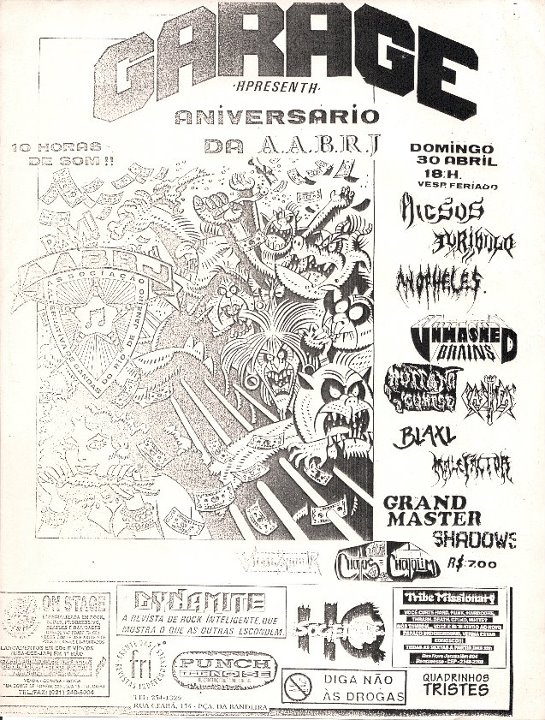
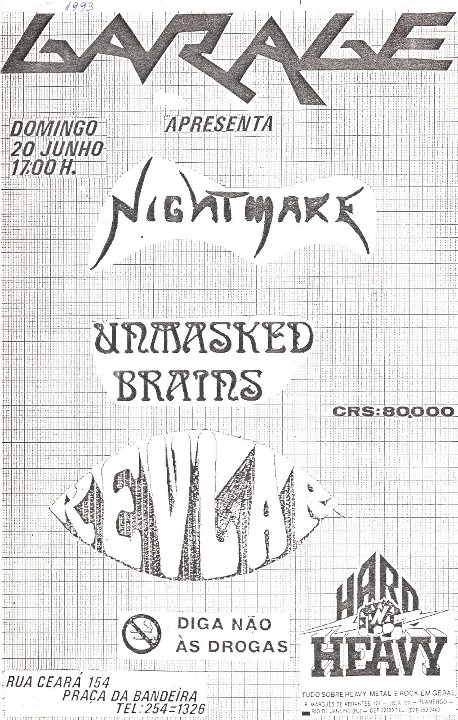
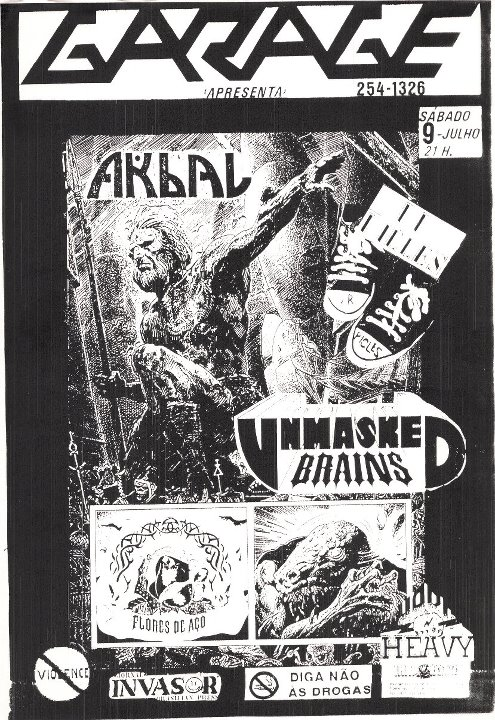
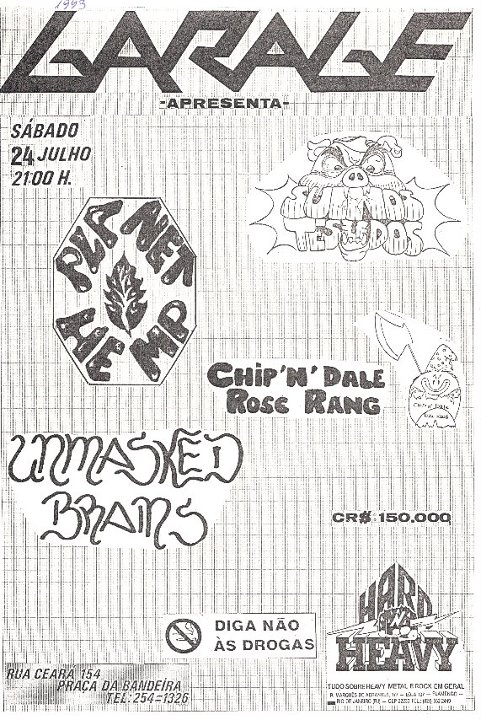
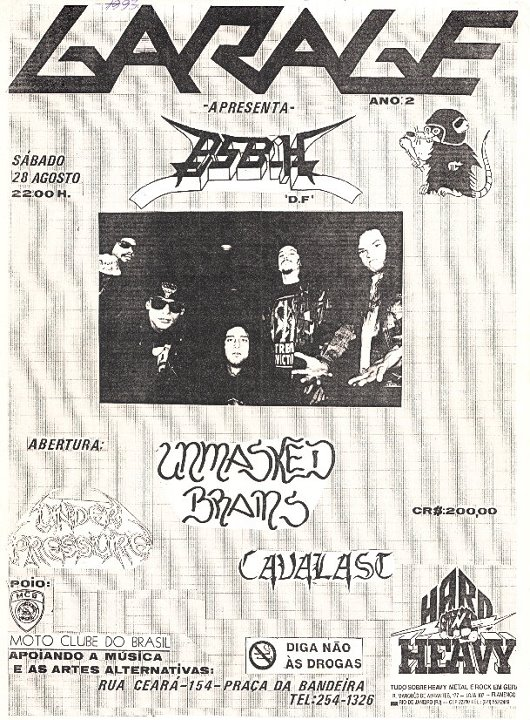
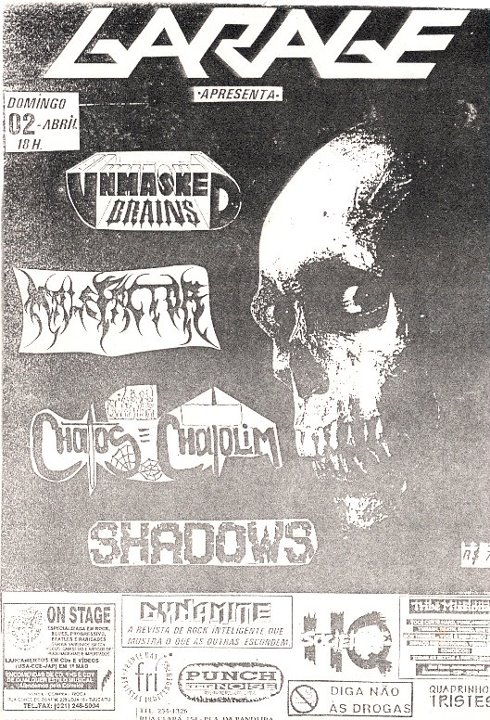
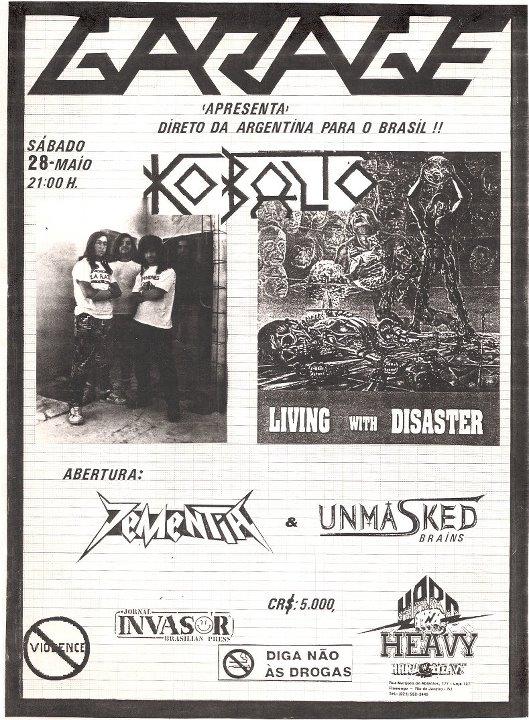
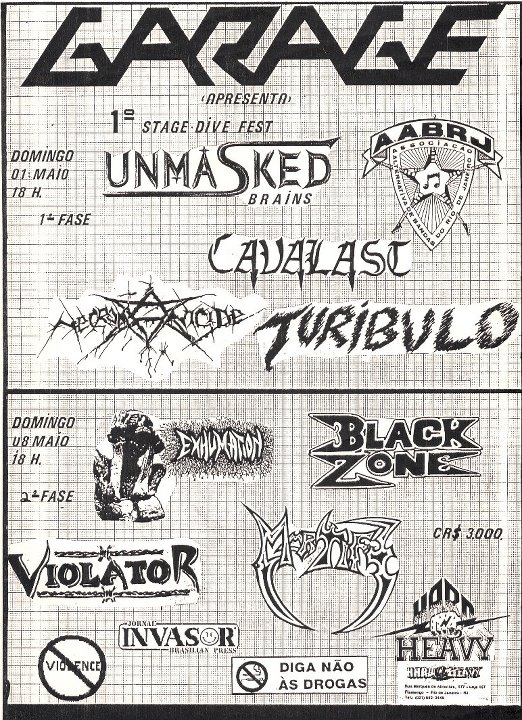
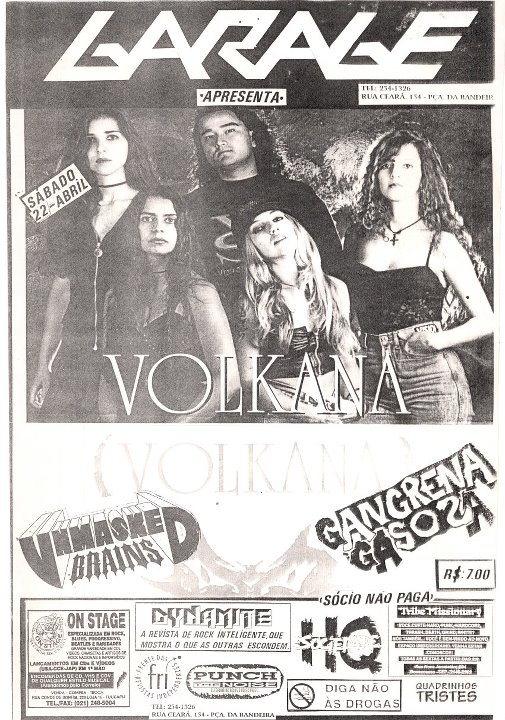
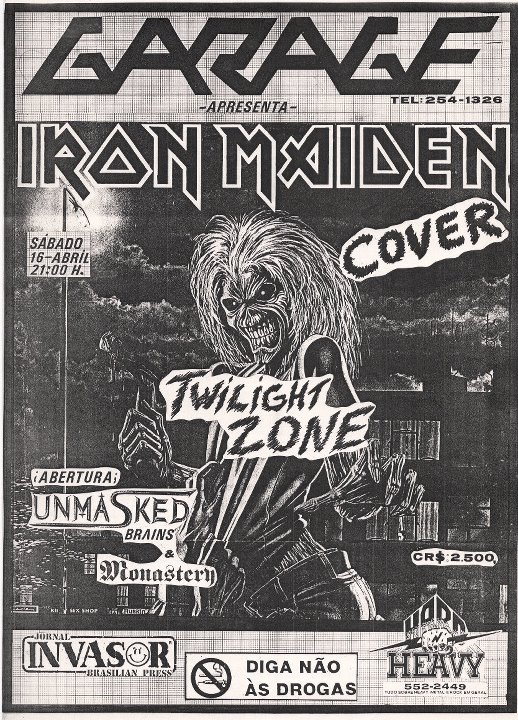
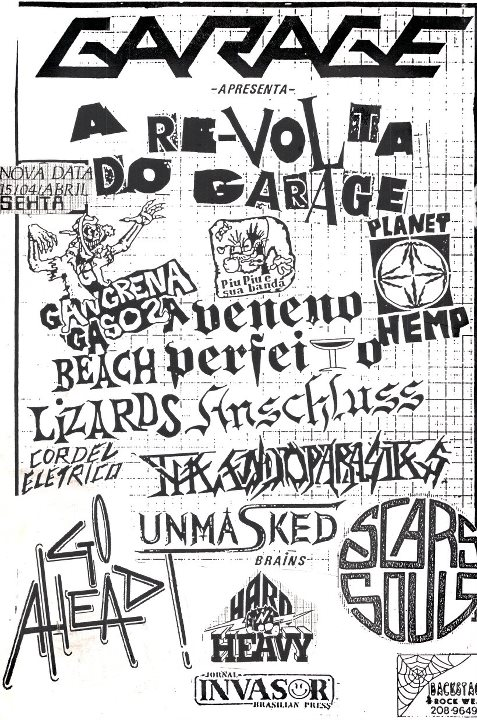
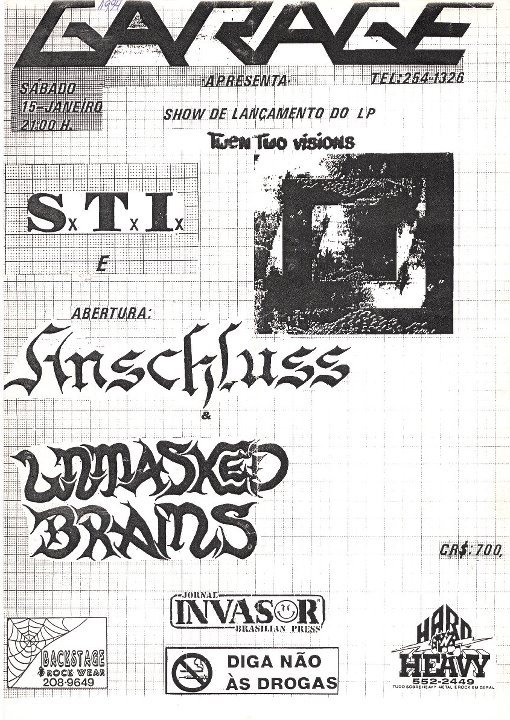
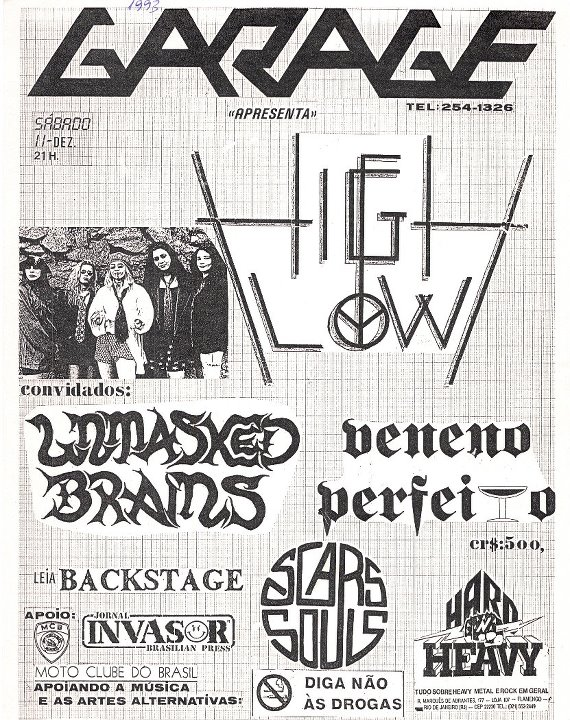

- Ficheiro:Poster do show da banda DFC em 2018.jpeg

## Leia também
- Bragatto, Marcos (2009). Yes, nós temos heavy metal. http://www.rockemgeral.com.br/2009/04/09/yes-nos-temos-heavy-metal Acessado em outubro de 2012.
- Batalha, Ricardo (2001). A História do heavy Metal no Brasil - Parte II http://www.territoriodamusica.com/rockonline/artigos/?c=187 Acessado em outubro de 2012.